# Hermann Grevesmühl
Hermann Grevesmühl, auch Hermann Carl Johannes Grevesmühl, (* 14. Juni 1878 in Bremen-Aumund; † 19. November 1954 in Bremen-Schönebeck) war ein deutscher Musiker, Konzertmeister und Musikpädagoge.

## Biografie
Grevesmühl war der Sohn eines Zigarrenfabrikanten und Musikers in Bremen-Aumund. Bereits im Alter von sechs Jahren erhielt er Geigenunterricht von seinem Onkel und Kapellmeister Heinrich Grevesmühl. Mit 10 Jahren spielte er bereits in dessen Kapelle mit und mit 16 Jahren trat er bereits als Solist auf. Er wirkte auch im Städtischen Orchester Bremen sowie als Solist im Vegesacker Männerchor mit.
Nach seinem Violinstudium von 1895 bis 1898 am Leipziger Konservatorium übernahm er als Konzertmeister die Stadtkapelle Altenburg. 1901 wurde er 1. Konzertmeister der Herzoglichen Kapelle von Herzog Ernst I. In den Sommermonaten von 1902 bis 1904 war er zusätzlich Konzertmeister und Solist beim Philharmonischen Orchester von Helsinki sowie in Warschau.
1904, mit 26 Jahren, trat er die Stelle als Solist des von Riga an. In Riga war auch Violinlehrer an der Kaiserlichen Russischen Musikschule und Führer des Streichquartetts der Musikalischen Gesellschaft. 1908 wurde er 1. Konzertmeister in Straßburg und spielte im dortigen Orchester die Erste Geige. Auch hier war er Lehrer am Konservatorium.
Als er sich zu Beginn des Ersten Weltkriegs in Riga aufhielt, geriet er in russische Kriegsgefangenschaft im Ural, aus der er 1917 fliehen konnte. Er kehrte nach Straßburg zurück, wurde aber 1919 von Frankreich unter Verlust seines dortigen Besitzes ausgewiesen. 1920 wurde er als 1. Konzertmeister an das Städtische Orchester in Duisburg berufen. In dieser Zeit gründete er zusammen mit seinen Musikerkollegen Richard Spindler (2. Violine), Fritz Hilbert (Viola) sowie Artur Francke (Cello) das Grevesmühl-Quartett. Daneben wirkte er als Violinlehrer in Köln.
1932 beendete er diese Tätigkeiten und zog nach Bremen-Schönebeck. Von 1942 bis 1945 war er Lehrer der Meisterklasse der Norddeutschen Musikschule in Bremen.
1948 übernahm Grevesmühl die neu gegründete Musikschule Bremen, die er bis 1951 leitete. Bei seinen Schülern war er wegen seiner Geduld und seiner Menschlichkeit beliebt.
Der Musiker und Konzertorganisator in Bremerhaven Otto Hermann Grevesmühl war sein Sohn, die Hochschuldozentin Maria Grevesmühl seine Tochter.

## Ehrungen
- Die nach ihm benannte Hermann-Grevesmühl-Gesellschaft e. V. vergibt Stipendien für instrumentalen Einzelunterricht an Kinder, deren Eltern die Unterrichtsgebühren nicht bezahlen können, nach der Überzeugung ihres Namensgebers, „niemand solle aus materiellen Gründen vom Musizieren abgehalten werden.“
- Der Grevesmühlweg in Bremen-Schönebeck trägt seit 1971 seinen Namen.